# Valentin Stansel
Valentin Stansel později Valentin Estancel (1621 Olomouc – 18. prosince 1705 Salvador, Brazílie) byl český jezuitský astronom, matematik, pedagog a misionář působící v Brazílii.

## Životopis
Valentin Stanzel se narodil v Olomouci na Moravě. Jeho rodina pocházela z německé menšiny. Dne 1. října 1637 vstoupil do Tovaryšstva Ježíšova a vyučoval rétoriku a matematiku na univerzitě v Olomouci a na Univerzitě Karlově v Praze. Poté, co byl vysvěcen, požádal o jmenování do jezuitské misie v Indii. Odcestoval do Portugalska, kde čekal na loď plující do Indie. Mezitím přednášel astronomii na vysoké škole Évoře. Během pobytu v Portugalsku si změnil jméno na „Estancel“, aby ho přizpůsobil jazyku země. Pod tímto jménem se objevuje na titulních stranách většiny jeho publikovaných děl.
Nakonec nebyl schopen si zajistit cestu do Indie a tak místo toho odcestoval do Brazílie, kde začal působit jako profesor morální teologie na jezuitské koleji a semináři v Salvadoru, v Bahii. Později také sloužil jako představený této instituce. Zároveň pokračoval ve své astronomické práci, přičemž prováděl rozsáhlá pozorování, zejména komet, jejichž výsledky zasílal k publikování do Evropy.
Zemřel 18. prosince 1705 v brazilském Salvadoru.